# Octave (álbum)
Octave es el noveno álbum de estudio de la banda británica The Moody Blues, publicado el 9 de junio de 1978, y su primer álbum después del descanso, posterior al éxito comercial de Seventh Sojourn en 1972. El álbum resultó ser el último para el grupo con tecladista Mike Pinder, quien se fue durante las sesiones del álbum y declinó una oferta para hacer una gira con el grupo. Acababa de formar una nueva familia en California y descubrió que no se llevaba bien con sus compañeros de banda como antes. Pinder sería reemplazado por el tecladista de Yes, Patrick Moraz a tiempo para su gira de 1979, comenzando una nueva era en la historia de la banda. Octave también sería el último álbum de estudio de la banda producido por Tony Clarke.
Octave produjo un éxito moderado, alcanzando el #6 en el Reino Unido, y llegando al Disco de Platino en los Estados Unidos, donde el álbum se posicionó en el puesto #13. En noviembre de 2008, el álbum fue reeditado y remasterizado en CD con 5 bonus tracks.

## Lista de canciones
| Lado uno |                            |          |  |
| N.º      | Título                     | Duración |  |
| 1.       | «Steppin' in a Slide Zone» | 5:26     |  |
| 2.       | «Under Moonshine»          | 4:57     |  |
| 3.       | «Had to Fall in Love»      | 3:40     |  |
| 4.       | «I'll Be Level with You»   | 3:46     |  |
| 5.       | «Driftwood»                | 5:01     |  |

| Lado dos |                           |          |  |
| N.º      | Título                    | Duración |  |
| 1.       | «Top Rank Suite»          | 3:41     |  |
| 2.       | «I'm Your Man»            | 4:18     |  |
| 3.       | «Survival»                | 5:00     |  |
| 4.       | «One Step into the Light» | 4:26     |  |
| 5.       | «The Day We Meet Again»   | 6:16     |  |

- Los lados uno y dos fueron combinados como pista 1–10 en la reedición de CD.

| Bonus tracks (2008 Decca Records reissue) |                                                                                |          |  |
| N.º                                       | Título                                                                         | Duración |  |
| 11.                                       | «Steppin' in a Slide Zone» (Live in Seattle, US / 25 de mayo de 1979)          | 4:57     |  |
| 12.                                       | «I'm Your Man» (Live in Seattle, US / 25 de mayo de 1979)                      | 4:51     |  |
| 13.                                       | «Top Rank Suite» (Live in Seattle, US / 25 de mayo de 1979)                    | 4:28     |  |
| 14.                                       | «Driftwood» (Live in Seattle, US / 25 de mayo de 1979)                         | 5:02     |  |
| 15.                                       | «The Day We Meet Again» (Live at the Summit, Houston / 7 de diciembre de 1978) | 7:16     |  |

## Créditos
Créditos adaptados desde las notas del álbum.
The Moody Blues
- Justin Hayward – voz principal y coros (3–6, 10), guitarra, teclado
- John Lodge – voz principal y coros (1, 4, 8), bajo eléctrico, teclado
- Ray Thomas – voz principal y coros (2, 4, 7), flauta, armónica, pandereta
- Graeme Edge – coros, batería, percusión
- Mike Pinder – voz principal y coros (4, 9), órgano, sintetizador, Mellotron, piano, guitarra acústica

Músicos adicionales
- R. A. Martin – trompa, saxofón
- Patrick Moraz – teclado (11–15)

## Posicionamiento
| Gráficas (1978)                         | Pico de posición |
| --------------------------------------- | ---------------- |
| Austria (Ö3 Austria Top 40)             | 25               |
| Nueva Zelanda (RIANZ)                   | 14               |
| Alemania (GfK Entertainment)            | 15               |
| Canadá (RPM Top Albums)                 | 9                |
| Países Bajos (MegaCharts Album Top 100) | 7                |
| Reino Unido (UK Albums Chart)           | 6                |
| Noruega (VG-lista)                      | 9                |
| Suecia (Sverigetopplistan)              | 12               |
| Estados Unidos (Billboard 200)          | 13               |

## Certificaciones y ventas
| País                  | Certificación | Ventas     |
| --------------------- | ------------- | ---------- |
| Reino Unido (BPI)     | Oro           | 100,000^   |
| Canadá (Music Canada) | Platino       | 80,000^    |
| Estados Unidos (RIAA) | Platino       | 1,000,000^ |